# (3015) Candy
(3015) Candy – planetoida z grupy pasa głównego asteroid okrążająca Słońce w ciągu 6 lat i 85 dni w średniej odległości 3,39 j.a. Odkrył ją Edward Bowell 9 listopada 1980 roku w Stacji Anderson Mesa należącej do Lowell Observatory. Nazwa planetoidy pochodzi od Michaela P. Candy’ego – brytyjskiego astronoma, dyrektora Obserwatorium w Perth.